# Antoine-Joseph d'Elderen

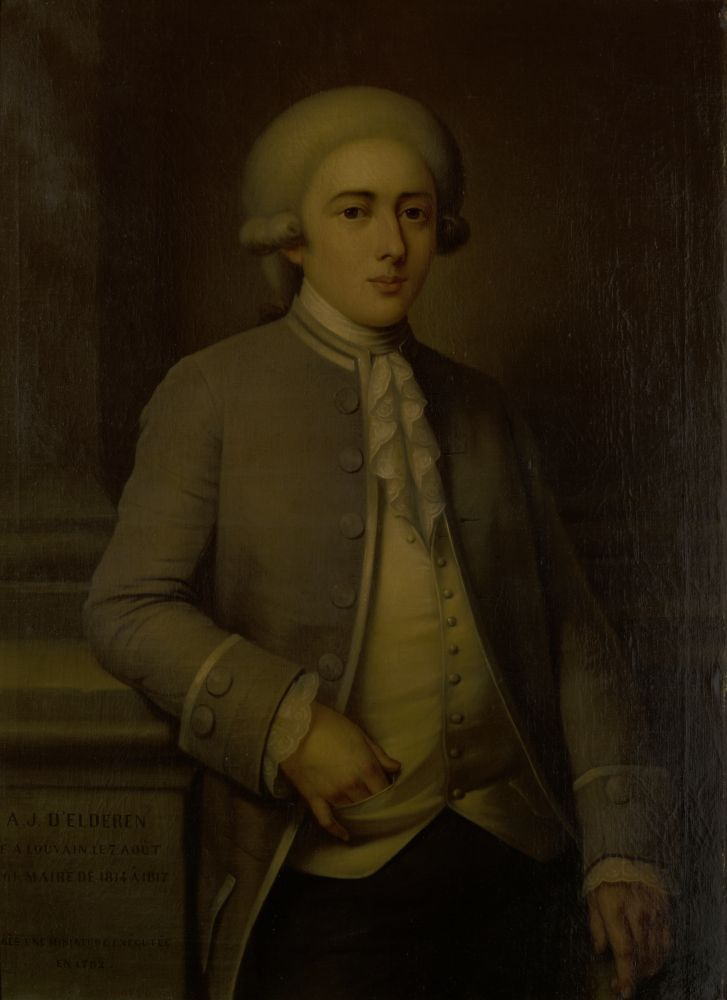
Antoine-Joseph d'Elderen

Antoine-Joseph d'Elderen (Leuven, gedoopt op 7 augustus 1761 - Sint-Joost-ten-Node, 28 december 1827) was burgemeester van Leuven van 1814 tot 1817.

## Levensloop
Aanvankelijk was d'Elderen als handelaar lid van het ambacht van de 'cremers en cruydeniers'.
Op 20 nivôse jaar IV (10 januari 1796) werd d'Elderen benoemd als vrederechter van het kanton Scherpenheuvel. Die functie legde hij neer op 12 floréal jaar VI (1 mei 1798), want hij was gekozen als 'administrateur' van het Dijledepartement. Omstreeks 1807 was hij rentmeester van het voormalige domein van het huis Oranje-Nassau in Zichem.
Nadat de Franse machthebbers aan het einde van 1813 uit Leuven verdreven waren, waaronder 'maire' Jan Baptist Plasschaert, nam 'maire-adjoint' Guillaume de Wyels tijdelijk het bestuur over. In januari 1814 werd hij echter vervangen door d'Elderen. Voorheen was d'Elderen lid van de Leuvense arrondissementsraad geweest. In 1812 gold hij bovendien als één van de honderd meest welvarende inwoners van Leuven, met een inkomen van 6000 frank.
Als burgemeester moest d'Elderen het hoofd bieden aan allerlei troepenbewegingen, opeisingen en diverse gewelddaden. Toch kon ook aan herstel worden gedacht. Zo stelde de burgemeester in 1816 een commissie samen om de restauratie van de vervallen Sint-Pieterskerk te bestuderen. De eerste herstellingswerken gebeurden echter pas in de jaren 1850.
In 1816 had d'Elderen het genoegen om de Gouden Sleutel, die Karel III van Spanje in 1710 aan de stad had geschonken, weer in ontvangst te nemen. Dat kostbare stuk was in 1794 door de Fransen aangeslagen en naar Parijs gestuurd.
Op 1 september 1817 werd een nieuw stadsbestuur aangesteld, met Gérard d'Onyn de Chastre als burgemeester. Bij de oprichting van de Rijksuniversiteit Leuven op 6 oktober 1817 speelde d'Elderen dus geen rol meer.
In mei 1827 werd d'Elderen aangesteld als vrederechter van het kanton Sint-Stevens-Woluwe. Enkele maanden later overleed hij reeds.

## Familie
Hij was getrouwd met Joanna Maria Theresia Joris. Zijn zoon Gerardus d'Elderen was referendaris bij de Nederlandse Raad van State.